# Точка зламу

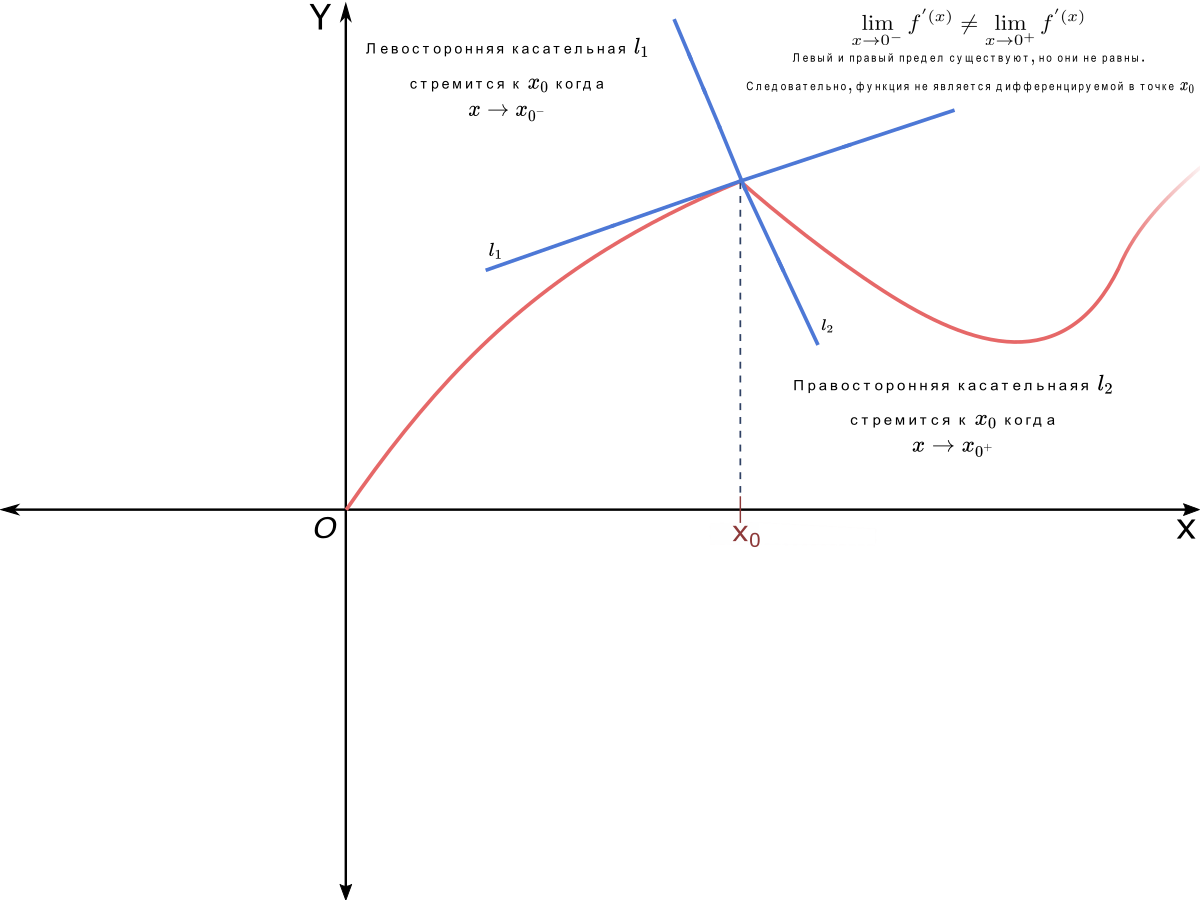

Точка зламу або кутова точка — особлива точка кривої, яка має властивість, що гілки кривої, на які ця точка ділить початкову криву, мають у цій точці різні (односторонні) дотичні. Функція не є гладкою в даній точці.
Кажуть, що функція має точку зламу, якщо графік функції має точку зламу. Функція має точку зламу, якщо вона має різні праву і ліву похідні, тобто, виконується нерівність {\displaystyle \lim _{x\to x_{0}^{-}}f^{'}(x)\neq \lim _{x\to x_{0}^{+}}f^{'}(x)} і хоча б одна з них скінченна (права або ліва границя не прямує до {\displaystyle \pm \infty }).
Точкою зламу функції {\displaystyle y=f(x)} є критична точка першого роду в якій похідна функції має розрив (за винятком випадку нескінченних односторонніх похідних одного знака), тобто права і ліва похідні не збігаються. Точка зламу нерідко є точкою локального екстремуму, в тому випадку якщо похідні зліва і справа мають різні знаки.

## Приклад: функція

Функція

## Приклад: функціяy=|x|{\displaystyle y=|x|}
функція {\displaystyle y=|x|} є неперервною в точці (0,0). Похідна дорівнює {\displaystyle y'=sgn(x)}, яка має розрив у точці (0,0). {\displaystyle f'_{+}(0)=1;f'_{-}(0)=-1} — права і ліва похідні не збігаються. Таким чином точка (0,0) є точкою зламу функції.